# كاني بردة
كاني بردة هي قرية في مقاطعة نقدة، إيران. عدد سكان هذه القرية هو 39 في سنة 2006.